# Стара Пшисека-Перша
Стара Пшисека-Перша (пол. Stara Przysieka Pierwsza) — село в Польщі, у гміні Сміґель Косцянського повіту Великопольського воєводства.
Населення — 207 осіб (2011).
У 1975-1998 роках село належало до Лешненського воєводства.

## Демографія
Демографічна структура станом на 31 березня 2011 року:
|          | Загалом | Допрацездатний вік | Працездатний вік | Постпрацездатний вік |
| -------- | ------- | ------------------ | ---------------- | -------------------- |
| Чоловіки | 109     | 32                 | 67               | 10                   |
| Жінки    | 98      | 20                 | 56               | 22                   |
| Разом    | 207     | 52                 | 123              | 32                   |